# شركة الاستثمارات البترولية الدولية
شركة الاستثمارات البترولية الدولية (IPIC) تأسست من قبل حكومة أبوظبي بموجب مرسوم إماراتي في عام 1984 بتفويض للاستثمار عالمياً في صناعات الطاقة والطاقة. تمتلك الحكومة 100 % من الشركة وتعين جميع أعضاء مجلس إدارتها. على مدار تاريخها ، تم دعمها من خلال المساهمات في الأسهم من حكومة أبوظبي.

## نبذة
شركة الاستثمارات البترولية الدولية (IPIC) هي مستثمر استراتيجي طويل الأجل ولديها أكثر من 18 استثمارًا في أكثر من 10 دول وفي خمس قارات مختلفة. تشمل محفظة استثماراتها ما يلي:
- شركة تشغيل واحدة مملوكة بالكامل ، وهي شركة نوفا للكيماويات ، وهي شركة رائدة في مجال البلاستيك والكيماويات في أمريكا الشمالية ومقرها كندا
- تمتلك اثنين غالبية الشركات، لكونها تعمل شركة بورياليس ، واحدة من أكبر منتجي البولي أوليفينات في العالم، و آبار ، وهي شركة استثمارية متنوعة. و
- حصص الأقلية في كوزمو أويل ، وهي شركة يابانية رائدة في مجال التكرير والتسويق و أو أم في ، وهي شركة نمساوية متكاملة رائدة في مجال النفط والغاز مع وجود في جميع أنحاء أوروبا الوسطى والشرقية.
- مشروع كيماويات بمليارات الدولارات في مدينة كيماويات الغربية ، والذي من المتوقع أن يشتمل على سلسلة من مجمعات البتروكيماويات ذات المستوى العالمي مع الوصول إلى الغاز في أبوظبي وأولوياتها البترولية السائلة. من المتوقع أن تكتمل المرحلة الأولى من هذا المشروع في عام 2015 ، ومن المتوقع أن تكون أكبر منشأة للبتروكيماويات في موقع واحد في العالم ، وتتضمن مجمعًا للعطريات ، بما في ذلك مصلح نابثا ، ووحدات بارابثلين، والبنزين .
- خط أنابيب نفط حبشان الفجيرة ، مشروع خط أنابيب بطول 400 كيلومتر يربط بين حقول النفط الرئيسية في أبوظبي ومحطة تصدير تقع في إمارة الفجيرة على المحيط الهندي (خارج الخليج الفارسي ). يهدف هذا الخط إلى المساعدة في التخفيف من مخاطر تعليق صادرات أبو ظبي من النفط الخام في حالة إغلاق مضيق هرمز أو تعطيله ، ومن المتوقع أن يوفر طاقة أكبر في تصدير النفط الخام لأبو ظبي. . بدأ تشغيل خط الأنابيب في يونيو 2012 بطاقة 1.5 مليون برميل يوميًا. تعتزم رفع طاقة خط الأنابيب تدريجياً إلى 1.8 مليون برميل يوميًا ؛
- التوسع المستمر في مشروع بروج (مشروع مشترك تملك فيه بورياليس التابعة لشركة IPIC حصة 40.0 في المائة) لجلب التكنولوجيا المتقدمة والخبرات إلى أبو ظبي لتعزيز وتطوير قاعدة أبوظبي الصناعية وصناعات الهيدروكربون والبتروكيماويات ؛
- مشروع مصفاة الفجيرة بمليارات الدولارات في إمارة الفجيرة ، والذي سيعالج النفط الخام الإماراتي ، مثل مربان وزاكوم العليا ؛
- مشروع الإمارات للغاز الطبيعي المسال (ELNG) ، وهو مشروع مشترك بنسبة 50/50 مع مبادلة للنفط والغاز ، وهي وحدة أعمال في مبادلة ، يتضمن تطوير منشأة جديدة لإعادة الغاز الطبيعي المسال على الساحل الشرقي للإمارات العربية المتحدة في الفجيرة ؛ و
- مشروع مصفاة الدقم والبتروكيماويات ("مصفاة الدقم") ، وهو مشروع مشترك بنسبة 50/50 مع شركة النفط العمانية ش.م.ع.م ، ويتضمن تطوير مصفاة نفط جديدة تقع على الساحل الشرقي لسلطنة عمان في الدقم.

## روابط خارجية
- الموقع الرسمي